# Nigelleae
Nigelleae, tribus žabnjakovki, dio potporodice Ranunculoideae. Tipični rod je crnjika, Nigella, sa 21 vrstom (25 po Kewu) iz Mediterana, Kavkaza i Srednje Azije.

## Rodovi
1. Komaroffia Kuntze (2 spp.)
2. Nigella L. (21 spp.)
3. Garidella L. (2 spp.)